# Észtország művészete

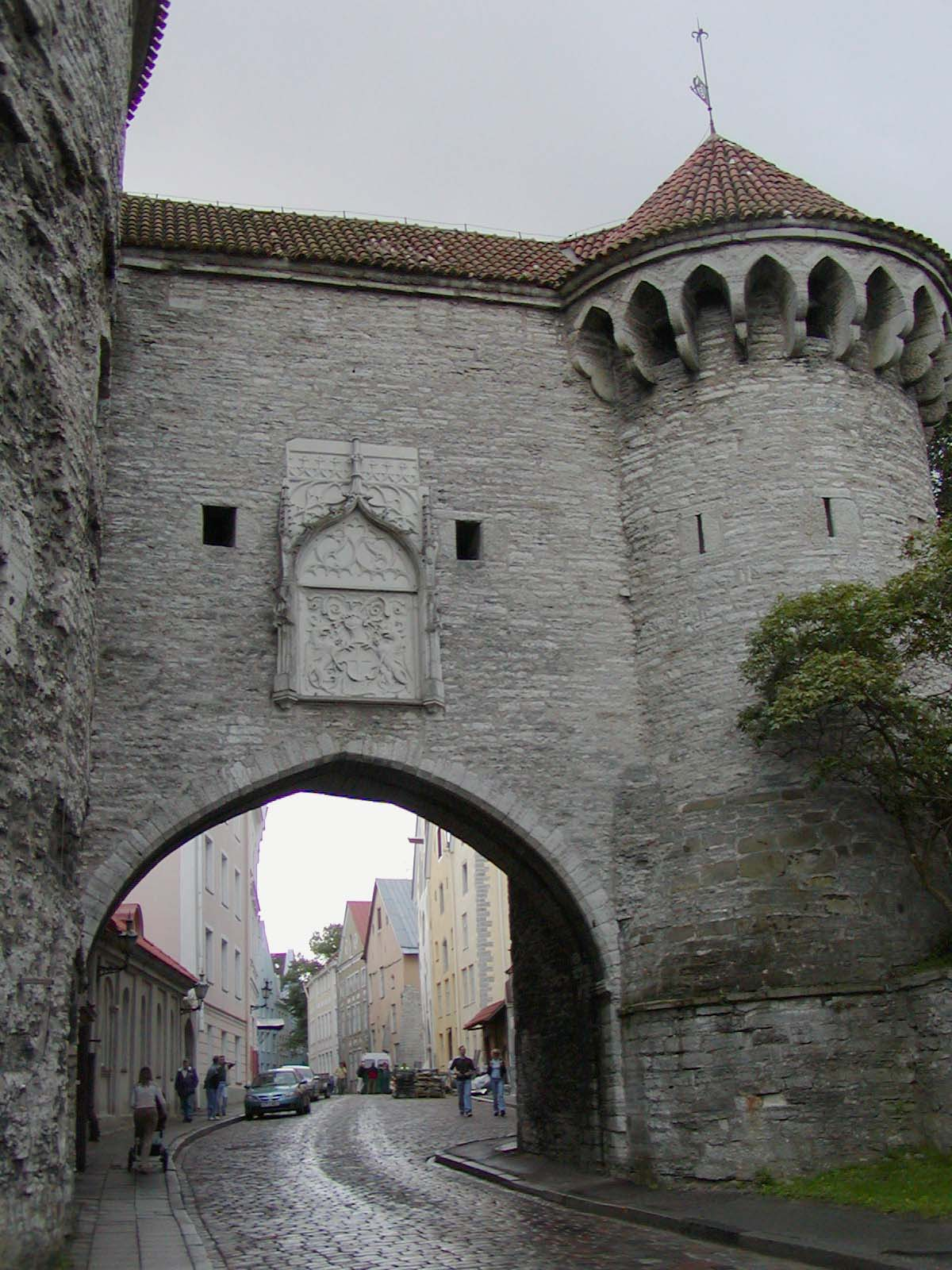
A tallinni óváros kapuja (Észtország)

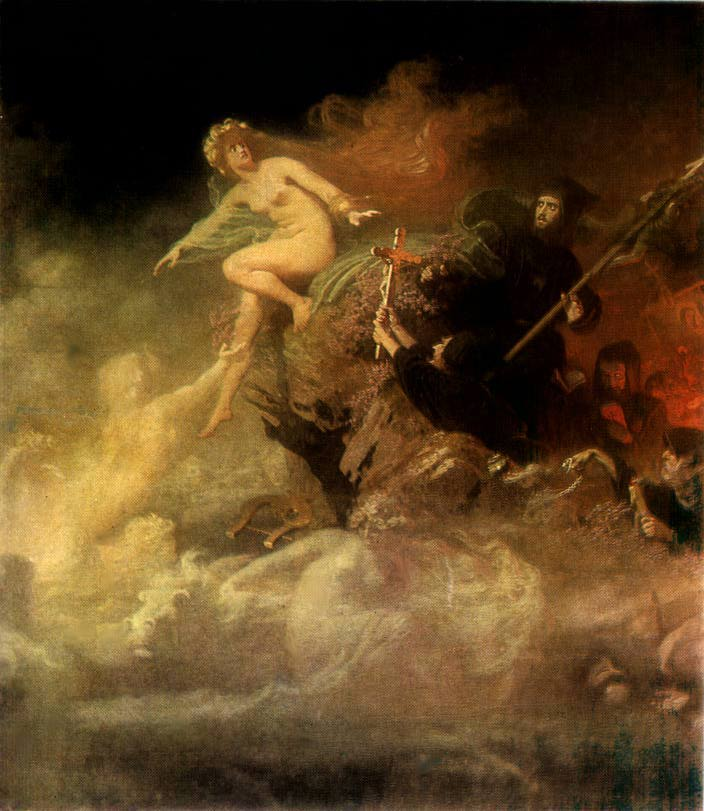
Johann Köler: A Loreley, 1880-as évek (Észtország)

Észtország a balti országok egyike. 

## Építészete
Az építészet a Német Lovagrenddel folytatott küzdelmekben bontakozott ki a 12-13. században. Ennélfogva az épületek, várak legfontosabb jellemzője az erődítményszerűség. Ilyen épület a tallinni Visgorod, az Északi Pirit és Padisze kolostorai. A reneszánszban paloták épültek, amelyeknek homlokzata az északi reneszánsz hatásáról tanúskodik. A barokk először Narva városában jelent meg a 17. század vége felé. A 19. században bontakozott ki a nemzeti művészet. Az építészetben az eklektikáé lett a vezető szerep. 
A 20. század  elején az építészetben is hangot kaptak a népi motívumok. A század közepén a funkcionalista építészeté volt a vezető szerep.

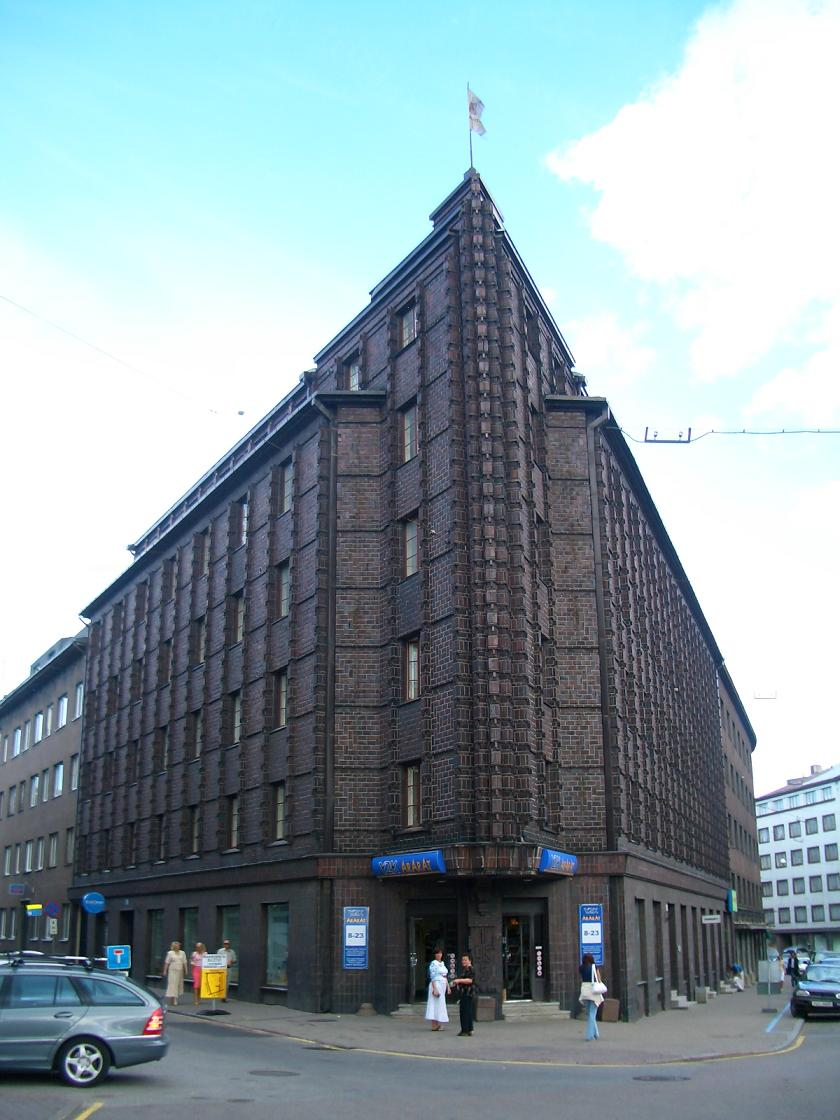
Irodaépület Tallinnban, 1935–1936, tervezte Robert Natus

A szovjet elnyomás elmosta a hagyományos észt nemzeti jelleget, itt is a szocialista realizmusé lett a vezető szerep. 

## A képzőművészetekben
A grafikában C. Sneff (1770-1838) tette meg az első kísérletet a tartui festészeti iskola létrehozásával. A 19. század második felében már valódi nemzeti művészet alakult ki. O. Hoffmann és E. Dukker népi életképei, tájképei és portréi, A. Adamson és A. Weizenberg szobrai, K. Raud észt mondákat illusztráló grafikái jelentősek.
A két világháború között a képzőművészetben a formalista irányzatok erősödtek meg. 

## Forrás
Művészeti lexikon, Akadémiai Kiadó, Budapest, I. kötet 653. old.